# Павлов Юрій Павлович
Юрій Павлович Па́влов (25 липня 1935, Кіпешино — 8 жовтня 2019, Дніпро) — український скульптор; член Спілки радянських художників України з 1970 року. Заслужений художник України з 2009 року. Батько художниці-монументалістки Тетяни Корольової-Павлової.

## Біографія
Народився 25 липня 1935 року в селі Кіпешиному (нині Троїцький район Алтайського краю, Росія). З 1947 року мешкав у Дніпропетровську, де закінчив художнє училище. 1965 року закінчив Харківський художньо-промисловий інститут, де навчався у Миколи Рябініна, Валентина Сизикова.
Мешкав у Дніпропетровську в будинку на проспекті Пушкіна, № 61, квартира № 13 та у будинку на вулиці Космодромній, № 9, квартира № 83. Помер у Дніпрі 8 жовтня 2019 року.

## Творчість
Працював у галузях станкової та монументальної скульптури. Серед станкових робіт:
- «Батьківщина у полум'ї» (1964, співавтор Є. Троян);
- «Наші діди» (1966);
- «Мати» (1967);
- «Портрет художника» (1967);
- «Монтажники і сонце» (1974);
- «Учителька Н. Гультяєва» (1975);
- «Материнство» (1979);
- «Юність» (1985);
- «Сорок перший рік» (1985).

Деякі роботи зберігаються у Дніпровському художньому музеї.
Його пам'ятники та меморіальні дошки встановлено в містах України (у Дніпропетровській області — понад 20), Білорусі, Росії, зокрема:
у Дніпрі
- рельєфи на пілонах моста через Дніпро (1967);
- меморіальний комплекс на Соборній площі (1968—1970);
- скульптура «Лев» у парку імені Тараса Шевченка (1972; 48°27′40.97″ пн. ш. 35°04′14.23″ сх. д. / 48.4613806° пн. ш. 35.0706194° сх. д.);
- декоративний фонтан «Муза Талія» (1974, Дніпровський академічний театр опери та балету; Почесна грамота Президії Верховної Ради УРСР)[3];
- барельєфи «Гайдамаки», «Навіки разом», «Загибель ескадри» і фігура «Музи»[3] на фасаді Музично-драматичного театру імені Тараса Шевченка (1978—1979);
- меморіальна дошка Дмитру Кедріну (1985);
- пам'ятник студентам технікуму залізничного транспорту, що загинули, захищаючи Дніпропетровськ у роки німецько-радянської війни (1988);
- пам'ятник воїнам-інтернаціоналістам (1989);
- «Козацьке поло» (2008).

в інших місцях

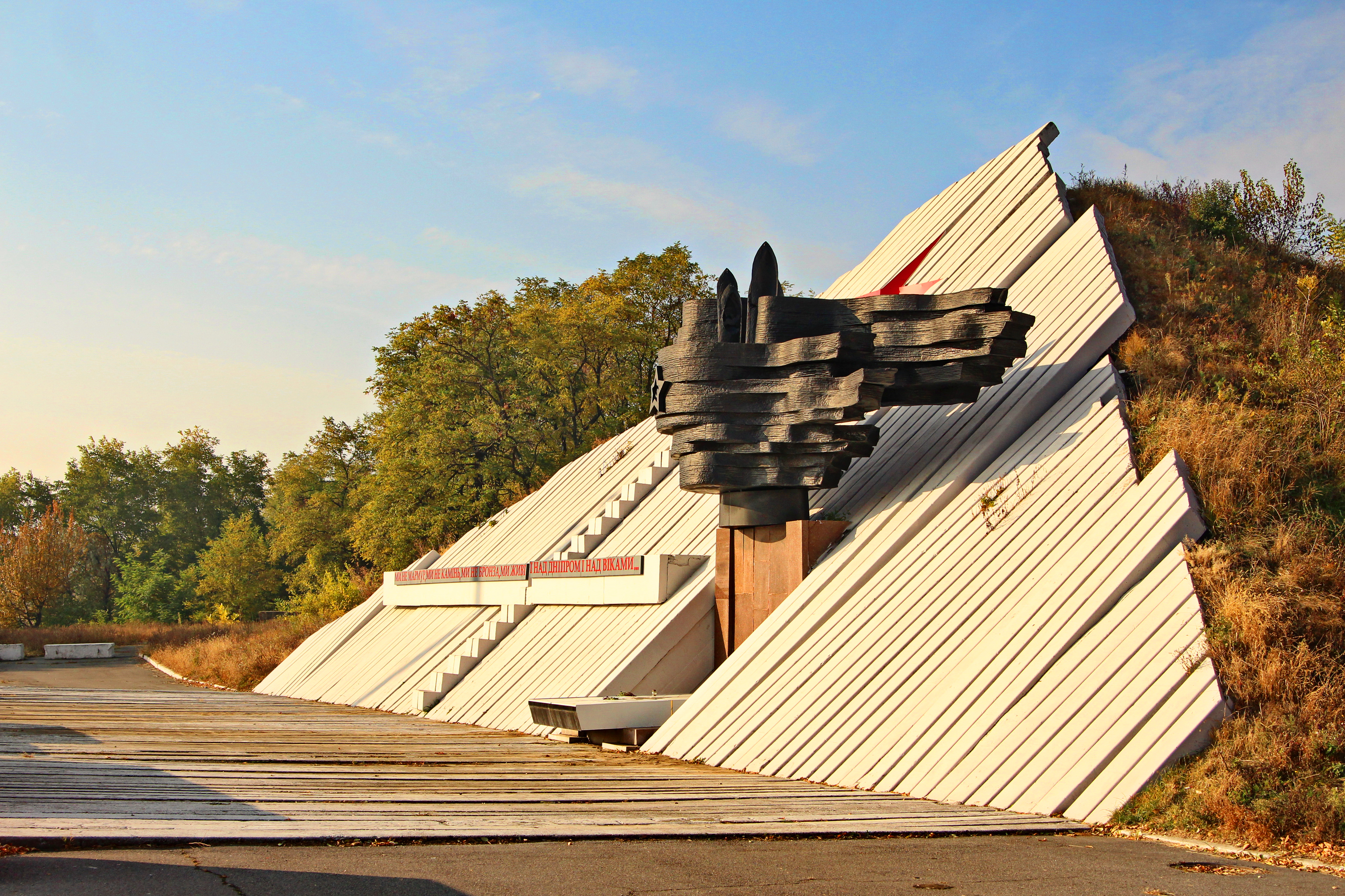
меморіальний комплекс «Дніпровський плацдарм».

- меморіальний комплекс «Дніпровський плацдарм» у селі Військовому Дніпровського району Дніпропетровської області (1985);
- меморіальний комплекс «Острів сліз» у Мінську (1996, у співавторстві);
- пам'ятник воїнам-інтернаціоналістам у Мінську (1993);
- пам'ятник воїнам-інтернаціоналістам у Могильові (2002).

Брав участь у республіканських виставках з 1965 року. Персональна виставка відбулася у Дніпропетровську у 2015 році.